# Henryk Marian Królikowski
Henryk Marian Królikowski (ur. 2 lipca 1888 w Osjakowie, zm. wiosną 1940 w Charkowie) – kapitan piechoty rezerwy Wojska Polskiego, inspektor Straży Granicznej, kawaler Orderu Virtuti Militari, ofiara zbrodni katyńskiej.

## Życiorys
Urodził się 2 lipca 1888 w Osjakowie, w powiecie wieluńskim, w rodzinie Ludwika i Berty z domu Sejdel. Był starszym bratem Władysława, także zamordowanego w Charkowie. 
Przed wybuchem I wojny światowej był członkiem Strzelca. Wcielony do armii rosyjskiej. W czasie wojny został przeniesiony do POW, pełnił funkcję komendanta okręgu w Płoskirowie. Uwięziony przez Ukraińców w więzieniu w Radziwiłłowie. Po odzyskaniu niepodległości wstąpił do Wojska Polskiego i został przydzielony do 35 pp a potem kolejno 4 baon Milicji Ludowej (później 4 baon etapowy), w Oddziale II Sztabu Głównego i Oddziale III Sztabu Głównego. Od 1918 w 36 pułku piechoty Legii Akademickiej. W szeregach pułku odbył kampanię 1918–1920.
Po zakończeniu działań wojennych pozostał w wojsku został zweryfikowany do stopnia kapitana ze starszeństwem z dniem 1 czerwca 1919 roku. W 1923 roku służył w jako oficer nadetatowy w 80 pułku piechoty, z przydziałem do Oddziału III Sztabu Generalnego na stanowisku kierownika referatu. Z dniem 31 grudnia 1924 roku został przeniesiony w stan nieczynny na 12 miesięcy.
W okresie międzywojennym był współtwórcą, razem z Władysławem Osmolskim i redaktorem tygodnika „Stadjon”. Ponadto był redaktorem naczelnym dwutygodnika „Automobilista Wojskowy” wydawanego przez Wojskowy Klub Samochodowy i Motocyklowy. W latach 20. był członkiem władz Wojskowego Klubu Samochodowego i Motocyklowego.
W 1928 roku ponownie powołany został do służby czynnej z przydziałem do 36 pułku piechoty. W 1929 roku przeszedł do rezerwy. W 1934 roku był przydzielony do Okręgowej Kadry Oficerskiej Nr. VIII do PKU Gdynia. W 1933 roku Henryk Królikowski, wówczas kierownik gdańskiej Ekspozytury Inspektoratu Ceł, był pomysłodawcą i twórcą działającej na terenie Wolnego Miasta Gdańska Polskiej Tajnej Organizacji Wojskowej (PTOW). Był jednym z głównych działaczy Związku Polaków w Wolnym Mieście Gdańsku.
W czasie kampanii wrześniowej 1939 roku – po agresji ZSRR na Polskę – w nieznanych okolicznościach wzięty do niewoli sowieckiej i przewieziony do obozu w Starobielsku. Wiosną 1940 roku został zamordowany przez funkcjonariuszy NKWD w Charkowie i pogrzebany potajemnie w bezimiennej mogile zbiorowej w Piatichatkach, gdzie od 17 czerwca 2000 roku mieści się oficjalnie Cmentarz Ofiar Totalitaryzmu w Charkowie. Figuruje na Liście Starobielskiej NKWD, pod poz. 1748.

## Upamiętnienie
5 października 2007 roku minister obrony narodowej Aleksander Szczygło mianował go pośmiertnie na stopień majora. Awans został ogłoszony 9 listopada 2007 roku w Warszawie, w trakcie uroczystości „Katyń Pamiętamy – Uczcijmy Pamięć Bohaterów”.

## Ordery i odznaczenia
- Krzyż Srebrny Orderu Wojskowego Virtuti Militari nr 7601 (17 maja 1922)[15]
- Krzyż Niepodległości z Mieczami (2 sierpnia 1931)[16]
- Krzyż Kawalerski Orderu Odrodzenia Polski (10 listopada 1933)[17]
- Srebrny Krzyż Zasługi (2 marca 1925)[18]
- Medal Pamiątkowy za Wojnę 1918–1921[7]
- Medal Dziesięciolecia Odzyskanej Niepodległości[7]
- Order Krzyża Orła III klasy (Estonia, 1932)[19]